# Nati nel 1976/Marzo
| Questa pagina contiene informazioni ricavate automaticamente dalle voci biografiche con l'ausilio del template Bio e di un bot. L'aggiornamento è periodico e automatico e ricostruisce completamente la pagina. Se manca una persona in questa lista, sei pregato di non aggiungerla, ma accertati piuttosto che la sua voce biografica contenga il template Bio e che i dati anagrafici siano correttamente compilati. Se il template Bio manca, inseriscilo tu stesso o, in alternativa, metti l'avviso {{tmp\|Bio}} che ne segnala la mancanza. Se i dati riportati sono sbagliati, correggi direttamente la voce biografica; le modifiche saranno visibili in questa lista entro pochi giorni. Per chiarimenti vedi il progetto biografie. La lista contiene solo le 375 persone che sono citate nell'enciclopedia e per le quali è stato implementato correttamente il template Bio. Pagina aggiornata al 10 lug 2025. |

- 1º marzo - Marte Alexander, ex cestista e allenatrice di pallacanestro statunitense
- 1º marzo - Lorenzo Casini, manager, funzionario e giurista italiano
- 1º marzo - Alex Debón, pilota motociclistico spagnolo
- 1º marzo - Serhij Dzyndzyruk, ex pugile ucraino
- 1º marzo - Begoña García, ex cestista spagnola
- 1º marzo - Srđan Jovanović, ex cestista serbo
- 1º marzo - Jaïr Karam, allenatore di calcio e ex calciatore francese
- 1º marzo - Marc Kühni, ex sciatore alpino svizzero
- 1º marzo - Luke Mably, attore britannico
- 1º marzo - Goran Obradović, ex calciatore serbo
- 1º marzo - Valerio Vermiglio, pallavolista italiano
- 1º marzo - Tiffany Walker, ex attrice pornografica irlandese
- 2 marzo - Domenico Botticella, allenatore di calcio, disegnatore e ex calciatore italiano
- 2 marzo - França, ex calciatore brasiliano
- 2 marzo - Mario Núñez, ex calciatore cileno
- 2 marzo - Martin Psenner, ex slittinista italiano
- 2 marzo - Jeff Wadlow, regista, sceneggiatore e produttore cinematografico statunitense
- 2 marzo - Benjamín Zarandona, ex calciatore spagnolo
- 2 marzo - Anna Žimskaja, attrice uzbeka
- 3 marzo - Alberto Causin, ex cestista italiano
- 3 marzo - Cho Jin-woong, attore sudcoreano
- 3 marzo - Lannick Gautry, attore francese
- 3 marzo - Isabel Granada, attrice e cantante filippina († 2017)
- 3 marzo - George Kolala, ex calciatore zambiano
- 3 marzo - Anica Kovač, modella croata
- 3 marzo - Natalia Kukulska, cantante polacca
- 3 marzo - Frode Lafton, allenatore di calcio e ex calciatore norvegese
- 3 marzo - Peter Lisicky, ex cestista statunitense
- 3 marzo - Keit Pentus-Rosimannus, politica estone
- 3 marzo - Alessandro Politi, comico italiano
- 3 marzo - Jill Tokuda, politica statunitense
- 3 marzo - Anita Uwagbale, modella nigeriana
- 3 marzo - Joos Valgaeren, ex calciatore belga
- 4 marzo - Robbie Blake, allenatore di calcio e ex calciatore inglese
- 4 marzo - Rodney Elliott, ex cestista statunitense
- 4 marzo - Alireza Heidari, ex lottatore iraniano
- 4 marzo - Tommy Jönsson, ex calciatore svedese
- 4 marzo - Kim Jung-eun, attrice sudcoreana
- 4 marzo - Kristof Magnusson, scrittore e traduttore tedesco
- 4 marzo - Mohsen Namjoo, cantautore, cantante e musicista iraniano
- 4 marzo - Regi Penxten, disc jockey e produttore discografico belga
- 4 marzo - Vic Wunderle, arciere statunitense
- 5 marzo - Cordelia Bugeja, attrice inglese
- 5 marzo - Carsten Cullmann, allenatore di calcio e ex calciatore tedesco
- 5 marzo - Armand Godoy, ex calciatore andorrano
- 5 marzo - Neil Jackson, attore e scrittore britannico
- 5 marzo - Šarūnas Jasikevičius, allenatore di pallacanestro e ex cestista lituano
- 5 marzo - Paul Konerko, ex giocatore di baseball statunitense
- 5 marzo - Stéphane Léoni, allenatore di calcio e ex calciatore francese
- 5 marzo - Riccardo Magni, ex lottatore italiano
- 5 marzo - Norm Maxwell, ex rugbista a 15 e allenatore di rugby a 15 neozelandese
- 5 marzo - Dave Min, politico statunitense
- 5 marzo - 88-Keys, rapper e beatmaker statunitense
- 5 marzo - Sergey Mixaylov, ex pugile uzbeko
- 5 marzo - Lucian Msamati, attore britannico
- 5 marzo - Adriana Serra Zanetti, ex tennista italiana
- 5 marzo - Tim Sylvia, artista marziale misto e wrestler statunitense
- 5 marzo - Iryna Tananajko, ex biatleta bielorussa
- 6 marzo - Ken Anderson, wrestler statunitense
- 6 marzo - Cédric Barbosa, ex calciatore francese
- 6 marzo - Grégoire Drouot, vescovo cattolico francese
- 6 marzo - Antoine Dénériaz, ex sciatore alpino francese
- 6 marzo - Arianna Lazzarini, politica italiana
- 6 marzo - Manuela Malerba, pallavolista e giocatrice di beach volley italiana
- 6 marzo - Robert Milkins, giocatore di snooker inglese
- 6 marzo - Nicola Molteni, politico italiano
- 6 marzo - Naomi Mulitauaopele, ex cestista statunitense
- 6 marzo - April Parker Jones, attrice statunitense
- 6 marzo - Stjepan Tomas, allenatore di calcio e ex calciatore croato
- 7 marzo - Dominic Chapman, rugbista a 15 inglese
- 7 marzo - Christian Geselle, politico tedesco
- 7 marzo - Greg Jacks, batterista francese
- 7 marzo - Zaid al-Khas, ex cestista giordano
- 7 marzo - Nils Lexerød, allenatore di calcio, dirigente sportivo e ex calciatore norvegese
- 7 marzo - Ruggero Rossi De Mio, ex hockeista su ghiaccio italiano
- 7 marzo - Thorsten Schriever, arbitro di calcio tedesco
- 7 marzo - Ervin Smajlagić, allenatore di calcio e ex calciatore bosniaco
- 8 marzo - Annika Billstam, orientista svedese
- 8 marzo - Sergej Ćetković, cantante montenegrino
- 8 marzo - Gaz Coombes, cantante e musicista inglese
- 8 marzo - Daniela Jordanova, ex mezzofondista bulgara
- 8 marzo - Rita La Rosa, ex cestista e allenatrice di pallacanestro italiana
- 8 marzo - Aurora Lussana, giornalista e conduttrice televisiva italiana
- 8 marzo - Anna Madeley, attrice britannica
- 8 marzo - Freddie Prinze Jr., attore statunitense
- 8 marzo - Aleksandar Smiljanić, ex cestista e dirigente sportivo serbo
- 8 marzo - Melody Wafawanaka, ex calciatore zimbabwese
- 8 marzo - Hines Ward, ex giocatore di football americano sudcoreano
- 8 marzo - Mayumi Yoshida, giocatrice di bowling giapponese
- 8 marzo - Edin Šaranović, calciatore e allenatore di calcio bosniaco († 2021)
- 9 marzo - Mauricio Aros, ex calciatore cileno
- 9 marzo - Christophe Bastien, ex calciatore francese
- 9 marzo - Stefano Brusa, doppiatore e direttore del doppiaggio italiano
- 9 marzo - Andrea Carpano, ex hockeista su ghiaccio italiano
- 9 marzo - Sonia Chase, ex cestista statunitense
- 9 marzo - Yamila Díaz, modella argentina
- 9 marzo - Barry Everitt, ex rugbista a 15 irlandese
- 9 marzo - Anier García, ostacolista cubano
- 9 marzo - Helena Juntunen, soprano finlandese
- 9 marzo - Ol'ga Kaliturina, ex altista russa
- 9 marzo - Francisco Mancebo, ciclista su strada e mountain biker spagnolo
- 9 marzo - Jaroslav Obšut, hockeista su ghiaccio slovacco
- 9 marzo - Wojciech Skupień, ex saltatore con gli sci polacco
- 9 marzo - Pål Strand, ex calciatore norvegese
- 9 marzo - Francesco Torselli, politico italiano
- 10 marzo - Ane Brun, cantautrice e musicista norvegese
- 10 marzo - Sidi Larbi Cherkaoui, coreografo e ballerino belga
- 10 marzo - Lorena Forteza, attrice e ex modella colombiana
- 10 marzo - Frantz Granvorka, ex pallavolista francese
- 10 marzo - Alain Gsponer, regista svizzero
- 10 marzo - Lizzy Hawker, ultramaratoneta e fondista di corsa in montagna britannica
- 10 marzo - Eladio Jiménez, ex ciclista su strada spagnolo
- 10 marzo - Miro, cantante bulgaro
- 10 marzo - Nyree Roberts, ex cestista statunitense
- 10 marzo - Barbara Schett, conduttrice televisiva, telecronista sportiva e ex tennista austriaca
- 10 marzo - Anita Torti, pugile italiana
- 10 marzo - Lieja Tunks, ex pesista e discobola olandese
- 10 marzo - Davide Xausa, ex calciatore canadese
- 11 marzo - Nicola Canonico, attore e produttore teatrale italiano
- 11 marzo - Javier Casquero, ex calciatore spagnolo
- 11 marzo - Enrico Degano, ex ciclista su strada italiano
- 11 marzo - Mariana Díaz Oliva, ex tennista argentina
- 11 marzo - Diego Fajardo, ex cestista spagnolo
- 11 marzo - Thomas Gravesen, ex calciatore danese
- 11 marzo - Amanda Hopmans, ex tennista olandese
- 11 marzo - Vahid Jalilvand, regista, sceneggiatore e montatore iraniano
- 11 marzo - Arnas Kazlauskas, ex cestista lituano
- 11 marzo - Paul Keating, attore inglese
- 11 marzo - Mohammad Khamis, ex calciatore emiratino
- 11 marzo - Jalil Lespert, attore e regista francese
- 11 marzo - Bjarni Lárusson, ex calciatore islandese
- 11 marzo - Jordan Petkov, ex calciatore bulgaro
- 12 marzo - María Adánez, attrice spagnola
- 12 marzo - Garth Anderson, calciatore britannico
- 12 marzo - Simone Behringer, ex sciatrice alpina tedesca
- 12 marzo - Ben Ellwood, ex tennista australiano
- 12 marzo - Andreas Erm, marciatore tedesco
- 12 marzo - Mariana González Oliva, ex hockeista su prato argentina
- 12 marzo - Joanne King, triatleta australiana
- 12 marzo - Cédric Meilleur, ex sciatore alpino francese
- 12 marzo - Aida Mohamed, schermitrice ungherese
- 12 marzo - Zhao Wei, attrice, cantante e regista cinese
- 12 marzo - Gökhan Üçoklar, ex cestista turco
- 13 marzo - Klevis Dalipi, allenatore di calcio e ex calciatore albanese
- 13 marzo - Andrea De Paoli, tastierista e produttore discografico italiano
- 13 marzo - Troy Hudson, ex cestista statunitense
- 13 marzo - Dalma Iványi, ex cestista e allenatrice di pallacanestro ungherese
- 13 marzo - Arianna Marchetti, annunciatrice televisiva e ex modella italiana
- 13 marzo - Danny Masterson, attore statunitense
- 13 marzo - Omar Ortiz, ex calciatore messicano
- 13 marzo - Annalisa Pannarale, politica italiana
- 13 marzo - Carlos del Cerro Grande, ex arbitro di calcio spagnolo
- 14 marzo - José Manuel Aira, allenatore di calcio e ex calciatore spagnolo
- 14 marzo - Daniel Gillies, attore e regista canadese
- 14 marzo - Skatebård, disc jockey e produttore discografico norvegese
- 14 marzo - Jimmy Jump, personaggio televisivo spagnolo
- 14 marzo - Christian Magnus Michelsen, allenatore di calcio, dirigente sportivo e ex calciatore norvegese
- 14 marzo - Georgi Petkov, calciatore bulgaro
- 14 marzo - Antonio Sancho, ex calciatore messicano
- 14 marzo - Corey Stoll, attore statunitense
- 14 marzo - Marco Trombetti, imprenditore italiano
- 14 marzo - Sarah Ulmer, ex pistard e ex ciclista su strada neozelandese
- 14 marzo - Phil Vickery, ex rugbista a 15 britannico
- 14 marzo - Mohamed al-Menfi, politico e diplomatico libico
- 15 marzo - Marco Adami, compositore, paroliere e arrangiatore italiano
- 15 marzo - Olena Fen'ko, cestista ucraina († 2013)
- 15 marzo - Maarten Frankfort, giocatore di calcio a 5 olandese
- 15 marzo - Mathias Gravem, ex calciatore norvegese
- 15 marzo - Ole Andreas Nilsen, ex calciatore norvegese
- 15 marzo - Amir Ohana, politico, ex militare e avvocato israeliano
- 15 marzo - Cara Pifko, attrice canadese
- 15 marzo - Leo Pitscheider, ex hockeista su ghiaccio italiano
- 15 marzo - Brian Vaughan, fumettista e sceneggiatore statunitense
- 16 marzo - Joakim Blom, ex cestista svedese
- 16 marzo - Majeedah Bolkiah, principessa e funzionaria bruneiana
- 16 marzo - Blu Cantrell, cantante statunitense
- 16 marzo - Andy Craig, rugbista a 15 e imprenditore britannico
- 16 marzo - Pál Dárdai, allenatore di calcio e ex calciatore ungherese
- 16 marzo - Jazztronik, disc jockey e produttore discografico giapponese
- 16 marzo - Susanne Ljungskog, ex ciclista su strada svedese
- 16 marzo - Kenji Nojima, doppiatore giapponese
- 16 marzo - Tepa Reinikainen, ex pesista finlandese
- 16 marzo - Paul Schneider, attore e regista statunitense
- 16 marzo - Nick Spano, attore statunitense
- 16 marzo - Paolo Strescino, politico italiano
- 16 marzo - Higuchi Tachibana, fumettista giapponese
- 16 marzo - Kjetil Wæhler, ex calciatore norvegese
- 16 marzo - Zhu Chen, scacchista cinese
- 17 marzo - Marino Biliškov, ex calciatore croato
- 17 marzo - Brittany Daniel, attrice statunitense
- 17 marzo - Cynthia Daniel, attrice e fotografa statunitense
- 17 marzo - Dardust, pianista, compositore e produttore discografico italiano
- 17 marzo - Stephen Gately, cantautore e attore irlandese († 2009)
- 17 marzo - Guðrún Eva Mínervudóttir, scrittrice islandese
- 17 marzo - Antoine van der Linden, ex calciatore olandese
- 17 marzo - Swift, rapper statunitense
- 17 marzo - Todd Perry, ex tennista australiano
- 17 marzo - Álvaro Recoba, allenatore di calcio e ex calciatore uruguaiano
- 17 marzo - Johan Stigefelt, pilota motociclistico svedese
- 18 marzo - Giovanna Antonelli, attrice brasiliana
- 18 marzo - Ian Caldwell, scrittore statunitense
- 18 marzo - Marco Colle, allenatore di calcio e ex calciatore italiano
- 18 marzo - Alessandro De Angelis, giornalista, conduttore televisivo e autore televisivo italiano
- 18 marzo - Christine Fan, cantante, attrice e conduttrice televisiva taiwanese
- 18 marzo - Alessio Maria Federici, regista e attore italiano
- 18 marzo - Gabriel Gardner, ex pallavolista statunitense
- 18 marzo - Steve Goodrich, ex cestista statunitense
- 18 marzo - Aleksej Igonin, ex calciatore russo
- 18 marzo - Aleksej Kazakov, ex pallavolista russo
- 18 marzo - Jovan Kirovski, dirigente sportivo, allenatore di calcio e ex calciatore statunitense
- 18 marzo - Charlie Miller, ex calciatore scozzese
- 18 marzo - Adelmo Pereira, allenatore di calcio a 5 e giocatore di calcio a 5 brasiliano
- 18 marzo - Amaurys Pérez, allenatore di pallanuoto, pallanuotista e personaggio televisivo cubano
- 18 marzo - Valentino Ronchi, poeta e scrittore italiano
- 18 marzo - Miho Saeki, ex tennista giapponese
- 18 marzo - Eric Sorensen, politico statunitense
- 18 marzo - Marnie Stern, cantautrice e chitarrista statunitense
- 18 marzo - Elisa Triani, giornalista e conduttrice televisiva italiana
- 18 marzo - Finn Tugwell, tennistavolista danese
- 18 marzo - Emma Willis, conduttrice televisiva, conduttrice radiofonica e ex modella britannica
- 19 marzo - Rachel Blanchard, attrice canadese
- 19 marzo - Nino Bule, allenatore di calcio e ex calciatore croato
- 19 marzo - Mukhtarkhan Dildabekov, ex pugile kazako
- 19 marzo - Thom Hell, cantante norvegese
- 19 marzo - Black Coffee, disc jockey e produttore discografico sudafricano
- 19 marzo - Andre Miller, ex cestista e allenatore di pallacanestro statunitense
- 19 marzo - Alessandro Nesta, allenatore di calcio e ex calciatore italiano
- 19 marzo - José Luis Rondo, ex calciatore spagnolo
- 19 marzo - Stelios Sfakianakīs, ex calciatore greco
- 19 marzo - Nicholas Stoller, sceneggiatore e regista britannico
- 19 marzo - Messy Marv, rapper statunitense
- 20 marzo - Chester Bennington, cantante statunitense († 2017)
- 20 marzo - Sam Cordingley, ex rugbista a 15 australiano
- 20 marzo - Kristian Hammer, ex combinatista nordico norvegese
- 20 marzo - Trond Haugland, ex calciatore norvegese
- 20 marzo - Ylvie Runggaldier, ex sciatrice alpina italiana
- 20 marzo - Sim Sung-chol, calciatore nordcoreano
- 20 marzo - Davide Tagliapietra, chitarrista, compositore e produttore discografico italiano
- 20 marzo - Giorgio Zattoni, skater italiano
- 21 marzo - Samuele Bertinelli, politico italiano
- 21 marzo - Laura Camps, ex cestista spagnola
- 21 marzo - Duilio Davino, dirigente sportivo e ex calciatore messicano
- 21 marzo - Maksim Demenko, ex calciatore e allenatore di calcio russo
- 21 marzo - Jeff Lemire, scrittore e fumettista canadese
- 21 marzo - Rachael MacFarlane, doppiatrice e cantante statunitense
- 21 marzo - Sara Morganti, cavallerizza italiana
- 21 marzo - Iain Percy, velista britannico
- 21 marzo - L.J. Shelton, ex giocatore di football americano statunitense
- 22 marzo - Zoli Ádok, cantante ungherese
- 22 marzo - Victoria Atkins, politica e avvocata britannica
- 22 marzo - Yves Faye, ex calciatore francese
- 22 marzo - Irene Ferreira, modella venezuelana
- 22 marzo - Andrea Garbin, poeta, scrittore e drammaturgo italiano
- 22 marzo - Trond Iversen, ex fondista norvegese
- 22 marzo - Leandro Machado, ex calciatore brasiliano
- 22 marzo - Imed Mhadhebi, ex calciatore tunisino
- 22 marzo - Lars Müller, dirigente sportivo, allenatore di calcio e ex calciatore tedesco
- 22 marzo - Teun de Nooijer, hockeista su prato olandese
- 22 marzo - Shawty Lo, rapper statunitense († 2016)
- 22 marzo - Wayne Turner, ex cestista e allenatore di pallacanestro statunitense
- 22 marzo - Mikko Uusipaikka, ex biatleta finlandese
- 22 marzo - Kellie Shanygne Williams, attrice statunitense
- 22 marzo - Reese Witherspoon, attrice, produttrice cinematografica e produttrice televisiva statunitense
- 23 marzo - Øivind Berg, ex calciatore norvegese
- 23 marzo - Andrea Cottini, ex calciatore italiano
- 23 marzo - Charlie Tango, produttore cinematografico e regista italiano
- 23 marzo - Chris Hoy, ex pistard britannico
- 23 marzo - Dougie Lampkin, pilota motociclistico britannico
- 23 marzo - Michelle Monaghan, attrice statunitense
- 23 marzo - Lena Park, cantautrice e compositrice sudcoreana
- 23 marzo - Jeļena Rubļevska, pentatleta lettone
- 23 marzo - Keri Russell, attrice statunitense
- 23 marzo - Félix Tagawa, allenatore di calcio e ex calciatore tahitiano
- 23 marzo - Mariano Toedtli, allenatore di calcio e ex calciatore argentino
- 23 marzo - Tyson Tomko, ex wrestler statunitense
- 23 marzo - Elisa Tovati, cantante e attrice francese
- 23 marzo - Ricardo Zonta, pilota automobilistico brasiliano
- 23 marzo - Marcos Gomes de Araujo, ex calciatore brasiliano
- 24 marzo - Michel Boulos, schermidore canadese
- 24 marzo - Aaron Brooks, ex giocatore di football americano statunitense
- 24 marzo - Aliou Cissé, allenatore di calcio e ex calciatore senegalese
- 24 marzo - Sabuton John, ex calciatore britannico
- 24 marzo - Athanasios Kōstoulas, ex calciatore greco
- 24 marzo - Diego Lerman, produttore cinematografico, regista cinematografico e sceneggiatore argentino
- 24 marzo - Peyton Manning, ex giocatore di football americano statunitense
- 24 marzo - Kęstutis Marčiulionis, ex cestista lituano
- 24 marzo - Devis Miorin, ex ciclista su strada italiano
- 24 marzo - Ivajlo Petkov, ex calciatore bulgaro
- 24 marzo - Luca Rossetti, pilota di rally italiano
- 24 marzo - Pietro Vassalli, ingegnere italiano
- 25 marzo - Bakhtiyor Ashurmatov, allenatore di calcio e ex calciatore uzbeko
- 25 marzo - Baek Ji-young, cantante sudcoreana
- 25 marzo - Paolo Capponi, pesista italiano
- 25 marzo - Cha Tae-hyun, attore, cantante e conduttore televisivo sudcoreano
- 25 marzo - Christoph Gruber, ex sciatore alpino austriaco
- 25 marzo - Volodymyr Klyčko, ex pugile ucraino
- 25 marzo - GiGi Leung, cantante e attrice cinese
- 25 marzo - Domenick Lombardozzi, attore statunitense
- 25 marzo - Tiina Räsänen, cantante finlandese
- 25 marzo - Rima Wakarua, ex rugbista a 15 e allenatore di rugby a 15 neozelandese
- 26 marzo - Bo Andersen, allenatore di calcio e ex calciatore danese
- 26 marzo - Marco Archetti, scrittore italiano
- 26 marzo - Jeff Durand, ex sciatore alpino canadese
- 26 marzo - Lino Galea, ex calciatore maltese
- 26 marzo - Isabel Haamel, schermitrice tedesca
- 26 marzo - Eirik Verås Larsen, canoista norvegese
- 26 marzo - Alberto Morais, regista e sceneggiatore spagnolo
- 26 marzo - Maddalena Musumeci, ex pallanuotista italiana
- 26 marzo - Nina Palmieri, giornalista, conduttrice televisiva e autrice televisiva italiana
- 26 marzo - Ahmed Plummer, giocatore di football americano statunitense
- 26 marzo - Amy Smart, attrice e ex modella statunitense
- 26 marzo - Óscar Sonejee, ex calciatore andorrano
- 26 marzo - Christian Timpone, ex hockeista su ghiaccio italiano
- 26 marzo - Alex Varas, ex calciatore cileno
- 26 marzo - Russell Vought, politico statunitense
- 26 marzo - Mitsutoshi Watada, ex calciatore giapponese
- 26 marzo - Nurgül Yeşilçay, attrice turca
- 27 marzo - Roberta Anastase, politica rumena
- 27 marzo - Carlos Areces, attore e fumettista spagnolo
- 27 marzo - Djamel Belmadi, allenatore di calcio e ex calciatore algerino
- 27 marzo - Christian Bindhammer, arrampicatore tedesco
- 27 marzo - Danny Fortson, ex cestista statunitense
- 27 marzo - Brandon Johnson, politico e docente statunitense
- 27 marzo - Liu Limin, ex nuotatrice cinese
- 27 marzo - Francesca Mazzalai, modella, conduttrice televisiva e attrice italiana
- 27 marzo - William Taormina, traduttore italiano
- 28 marzo - Haruchika Aoki, pilota motociclistico giapponese
- 28 marzo - Fabien Audard, ex calciatore francese
- 28 marzo - Fritz Emeran, ex calciatore ruandese
- 28 marzo - Stephen Gethins, politico britannico
- 28 marzo - Dave Keuning, chitarrista statunitense
- 28 marzo - Rory McAllister, wrestler scozzese
- 28 marzo - Daniele Righi, dirigente sportivo e ex ciclista su strada italiano
- 28 marzo - Therese Torgersson, ex velista svedese
- 29 marzo - Igor Astarloa, ex ciclista su strada spagnolo
- 29 marzo - Scott Atchison, ex giocatore di baseball statunitense
- 29 marzo - Jennifer Capriati, ex tennista statunitense
- 29 marzo - Domenico Cristiano, allenatore di calcio e ex calciatore italiano
- 29 marzo - Todd Grinnell, attore statunitense
- 29 marzo - Laura Montalvo, ex tennista argentina
- 29 marzo - Daisuke Namikawa, doppiatore giapponese
- 29 marzo - Alexander Prosch, allenatore di sci alpino e ex sciatore alpino italiano
- 29 marzo - Gesine Schiel, schermitrice tedesca
- 29 marzo - Szécsi Noémi, scrittrice ungherese
- 29 marzo - Biagio Tralli, kickboxer italiano
- 30 marzo - Aziz Ben Askar, allenatore di calcio e ex calciatore francese
- 30 marzo - Bonobo, musicista e disc jockey britannico
- 30 marzo - Lillo Brancato, attore statunitense
- 30 marzo - Chris Canty, ex giocatore di football americano statunitense
- 30 marzo - Jessica Cauffiel, attrice statunitense
- 30 marzo - Aleksandr Charitonov, ex hockeista su ghiaccio russo
- 30 marzo - Ty Conklin, ex hockeista su ghiaccio statunitense
- 30 marzo - Bernardo Corradi, allenatore di calcio e ex calciatore italiano
- 30 marzo - Matt Doran, attore australiano
- 30 marzo - Alberto Fasulo, regista italiano
- 30 marzo - Carlos González Ferreira, ex calciatore paraguaiano
- 30 marzo - Angela Jackson, ex cestista statunitense
- 30 marzo - Ayako Kawasumi, doppiatrice giapponese
- 30 marzo - Mojca Kleva, politica slovena
- 30 marzo - Ratko Periš, allenatore di pallavolo e ex pallavolista croato
- 30 marzo - Märta Stenevi, politica svedese
- 30 marzo - Obadele Thompson, ex velocista barbadiano
- 30 marzo - Hamilton de Holanda, musicista e compositore brasiliano
- 31 marzo - Anthony B, cantante giamaicano
- 31 marzo - Mélanie Coste, ex attrice pornografica francese
- 31 marzo - Joaquín De Luz, ballerino e coreografo spagnolo
- 31 marzo - Howard Frier, ex cestista statunitense
- 31 marzo - Dave Gilbert, autore di videogiochi statunitense
- 31 marzo - Roberto González Valdés, pilota automobilistico messicano
- 31 marzo - Lil' Keke, rapper statunitense
- 31 marzo - Khaled Nouri, politico tunisino
- 31 marzo - Graeme Smith, ex nuotatore scozzese
- 31 marzo - Hanna Sorokina, tuffatrice ucraina
- 31 marzo - Igors Sļesarčuks, allenatore di calcio e ex calciatore lettone
- 31 marzo - Fraser Waters, ex rugbista a 15 sudafricano